# X-Men (jogo eletrônico de 1992)
X-Men é um jogo para arcade lançado em 1992, baseado no grupo de personagens de histórias em quadrinhos do mesmo nome.
Em 2010, uma versão do jogo foi lançada para PlayStation 3 e Xbox 360.